# 斋藤季夫
斋藤季夫（日语：／，1935年3月19日—2023年1月）是日本广播协会前播音员。生前就职于NHK放送训练中心和日语中心。

## 生平
斋藤季夫从青山学院高中和庆应义塾大学毕业后，于1959年加入NHK，1993年退休。
在职业生涯中，他经常主持《Studio 102》和《NHK新闻》（下午7:00）等新闻节目。尤其是1985年8月12日率先报道日本航空123号班机坠毁次日发现幸存者以及在1989年1月7日上午6时36分至10时间率先报道昭和天皇病危及驾崩的消息 。另一方面，在“访问采访”中，平淡的叙述给受众留下了很好的印象。
虽然斋藤的年龄使他无法继续在广播领域中立足，但他逝世前仍在NHK日语中心担任讲师（面向企业和市民教导口语）。
2023年1月19日，斋藤的后辈川端義明公布了斋藤已于当月逝世的消息。

## 曾经参与的节目
- 深夜广播（每月第二、第四个周四）

※斋藤约于1995年加盟本节目，因年龄增长，他于2007年3月22日最后主持本节目（当日正为该节目播出的第82年）。
- 《102工作室》1977年3月~1980年3月
- 平日《NHK新闻》（午间），1985年7月~1989年3月
- 平日《NHK7點新聞》，1989年4月~1990年3月
- 週日美術館 Sunday（1990年至1994年）
- 1998年度艺术剧场迎宾员（未露面）